# Loď v ohrožení
Loď v ohrožení (v anglickém originále Starship Down) je v pořadí šestá epizoda čtvrté sezóny seriálu Star Trek: Stanice Deep Space Nine.

## Příběh
Na žádost karemmského ministerstva obchodu zamíří kapitán Benjamin Sisko s Defiantem do odlehlé soustavy v Gamma kvadrantu, aby s nimi prodiskutoval sporná místa v nové obchodní dohodě. Karemmové souhlasili, aby se Ferengové stali prostředníky mezi nimi a Federací, protože Dominion by nikdy netoleroval přímý obchod. Dalším problémem je složitý systém daní a poplatků ve Federaci, na který si stěžuje karemmský ministr Hanok. Ukáže se, že tyto poplatky zavedli Ferengové, aby tak získali část zisku pro sebe. Velením lodi je mezitím pověřen nadporučík Worf a v blízkosti Defiantu objeví dvě lodě Jem'Hadarů.
Jem'Hadarové chtějí potrestat Karemmy za obchodování s Federací, takže Hanok navrhne, že se vzdá a odpovědnost převezme na sebe. Sisko je proti a snaží se s nepřítelem vyjednávat, ale ten začne střílet. Karemmská loď se pokusí zmizet v atmosféře nedalekého plynného obra, kam je následují Jem'Hadarové i Defiant, který ovšem na takovouto akci není stavěný. I přes snahu Kiry a Dax vylepšit senzory, je Defiant napaden a poškozen, včetně impulsního pohonu. Navíc se kvůli vysokému tlaku atmosféry protrhne trup a Jadzia, která na místě upravovala sekundární rozvod, se nadýchá plynného fluoru. Na pomoc jí vyrazí doktor Bashir, oba ale zůstanou uvězněni v oddělené komoře. Krátce nato zaútočí jedna Jem'Hadarská loď, kterou sice Defiant zničí, ale sám přitom utrpí od fotonového torpéda těžké poškození. Spojení uvnitř lodi je přerušené, kapitán v bezvědomí a někteří velící důstojníci mrtví. Hanok se v zasedací místnosti od Quarka dozvídá, jak to bylo s poplatky, a protože Ferengovo jednání považuje za podlé, navrhuje odstoupení od smlouvy. Kira zůstává na můstku a snaží se kapitána udržet v bdělém stavu a při životě, dokud nepřijde Bashir. Ten je od zbytku lodi odříznutý, navíc komora není tepelně izolována a s Dax se musí vzájemně zahřívat. Velení znovu přebírá Worf a snaží se podřízené techniky vybičovat k maximálnímu úsilí. Náčelník O'Brien mu poradí, aby místo na důsledném plnění rozkazů více věřil jejich schopnostem a podpořil je pochvalou. K Defiantu míří druhé torpédo a jeho detonace by znamenala zničení lodě. K nárazu dojde, ale nic se nestane. Nevybuchlá hlavice vězí ve stěně jednací místnosti, ve které se nacházejí Quark a Hanok.
Karemman navrhuje útěk, ale Quark chce hlavici zneškodnit, i když neví jak. Po odstranění krytu stačí vytáhnout odpalovací diodu, jenže jsou tu dvě. Hanok nezná riskování, takže se úkolu zhostí Fereng. Má štěstí, hlavice se následně sama deaktivuje. Ministrovi se vypjatá situace zalíbí a Quark mu slíbí, že mu ukáže hazardní hru dabo. Technici spraví pohon, ale ke zničení druhé Jem'Hadarské lodě potřebují zbraň. Na Worfův návrh upraví deflektor tak, aby vyslal jeden silný nepřerušovaný phaserový paprsek. Zásah se podaří a nepřítel je zničen. Kapitán je ošetřen, odříznutí členové posádky osvobozeni a karemmská loď zachráněna. Její posádka se zotavuje na stanici Deep Space Nine, kde Quark ve svém baru podle slibu učí Hanoka hazardním hrám.